# Jogipura, Nagamangala
Jogipura là một làng thuộc tehsil Nagamangala, huyện Mandya, bang Karnataka, Ấn Độ.